# Contea di Serpentine-Jarrahdale
La contea di Serpentine-Jarrahdale è una delle cinque Local Government Areas che si trovano nella regione di Peel, in Australia Occidentale. Essa si estende su di una superficie di circa 921 chilometri quadrati ed ha una popolazione di 13.426 abitanti.